# 20 décembre en sport
20 novembre 20 janvier
Chronologies thématiques
- Croisades
- Ferroviaires
- Disney

Le 20 décembre (354e jour de l'année ou 355e en cas d'année bissextile) en sport.

## Événements

### XXesiècle:1901-1950
- 1946 :
  - (Boxe) : à 26 ans, le boxeur américain Smith Walker Junior, alias Ray Sugar Robinson, est sacré champion du monde des poids welter à New York en battant Tommy Bell en quinze rounds.

### XXesiècle:1951-2000
- 1987 :
  - (Tennis) : l'équipe suédoise de tennis gagne la coupe Davis contre l'Inde à Göteborg.
- 1992 :
  - (Ski nordique) : en remportant, à 20 ans, le concours de saut à ski de Sapporo (Japon) sur le grand tremplin, cinquième épreuve de la Coupe du Monde, devant l’Autrichien Werner Rathmayr et le Norvégien Bjorn Myrbakken, le sauteur à skis japonais Akira Higashi fait naître de grands espoirs et laisse entrevoir une carrière prometteuse.

### XXIesiècle
- 2005 :
  - (Formule 1) : l'écurie allemande BMW Sauber F1 Team annonce l'engagement du jeune pilote polonais Robert Kubica au poste de pilote d’essais et de réserve pour la saison 2006.
- 2015 :
  - (Handball /Championnat du monde) : au Danemark, les Norvégiennes empochent leur troisième titre de championne du monde de leur histoire en s'imposant (31-23) contre les Néerlandaises.
- 2020 :
  - (Handball /Euro féminin) : en finale du Championnat d'Europe féminin de handball qui se déroule au Danemark, la Norvège s'impose face à la France 22 - 20[1].

## Naissances

### XIXesiècle
- 1866 :
  - Margarette Ballard, joueuse de tennis américaine. († ?).
- 1867 :
  - William Heffelfinger, joueur de foot U.S. puis entraîneur américain. († 2 avril 1954).
- 1881 :
  - Branch Rickey, joueur puis dirigeant de baseball américain. († 9 décembre 1965).
- 1886 :
  - Hazel Hotchkiss, joueuse de tennis américaine. Championne olympique du double puis du double mixte aux Jeux de Paris 1924. Victorieuse des US Open 1909, 1910, 1911 et 1919. († 5 décembre 1974).
- 1888 :
  - Jean Bouin, athlète de demi fond français. Médaillé de bronze du 3 miles par équipes aux Jeux de Londres 1908 puis médaillé d'argent du 5 000 m aux Jeux de Stockholm 1912. Vainqueur des Cross des nations 1911, 1912 et 1913. Détenteur du Record du monde du 10 000 mètres du 16 novembre 1911 au 22 juin 1921. († 29 septembre 1914).
  - Dan Ahearn, athlète de triple saut américain. († 20 décembre 1942)
- 1891 : 
  - Erik Almlöf, athlète de sauts américain. Médaillé de bronze du triple saut aux Jeux de Stockholm 1912 et aux Jeux d'Anvers 1920. († 18 janvier 1971).
- 1900 :
  - Gabby Hartnett, joueur de baseball américain. († 20 décembre 1972).

### XXesiècle:1901-1950
- 1903 :
  - Georges Antenen, cycliste sur route suisse. († 25 mars 1979).
- 1905 :
  - Bill O'Reilly, joueur de cricket australien. (27 sélections en test cricket). († 6 octobre 1992).
- 1912 :
  - Art Mollner, basketteur américain. Champion olympique aux Jeux de Berlin 1936. († 16 mars 1995).
- 1913 :
  - Ernst Ihbe, cycliste sur piste allemand. Champion olympique du tandem aux Jeux de Berlin 1936. († 30 août 1992).
- 1919 :
  - Fernand Massay, footballeur belge. (5 sélections en équipe nationale). († 13 décembre 2010).
- 1933 :
  - Rik Van Looy, coureur cycliste belge. († 18 décembre 2024).
- 1942 :
  - Bob Hayes, athlète de sprint puis joueur de Foot U.S. américain. Champion olympique du 100 m et du relais 4 × 100 m aux Jeux de Tokyo 1964. († 18 septembre 2002).
- 1945 :
  - Jean-Marc Guillou, footballeur puis entraîneur français. (19 sélections en équipe de France).
- 1948 :
  - Jean-Noël Huck, footballeur puis entraîneur français. (17 sélections en équipe de France).
  - Daniel Rebillard, cycliste sur piste et sur route français. Champion olympique de la poursuite individuelle aux Jeux de Mexico 1968.
- 1949 :
  - Cecil Cooper, joueur et dirigeant de baseball américain.
- 1950 :
  - Sid Ahmed Belkedrouci, footballeur puis entraîneur algérien. († 13 août 2024).

### XXesiècle:1951-2000
- 1959 :
  - Hildegard Körner, athlète de demi-fond est-allemande puis allemande.
- 1961 :
  - Frederick Burdette Spencer, pilote de vitesse moto américain. Champion du monde de vitesse moto 500cm³ 1983 puis Champion du monde de vitesse moto 500cm³ et 250cm³ 1985. (27 victoires en Grand Prix).
- 1965 :
  - Rich Gannon, joueur de foot U.S américain.
- 1966 :
  - Matt Neal, pilote de courses automobile britannique.
- 1968 :
  - Karl Wendlinger, pilote de F1 et de courses automobile d'endurance autrichien.
- 1969 :
  - Zahra Ouaziz, athlète de fond marocaine. Championne d'Afrique d'athlétisme du 3 000m 1998.
  - Bobby Phills, basketteur américain.
- 1970 :
  - Alister McRae, pilote de rallyes automobile britannique.
- 1972 :
  - Jan Čaloun, hockeyeur sur glace tchécoslovaque puis tchèque. Champion olympique aux Jeux de Nagano 1998. Champion du monde de hockey sur glace 1999.
  - Anja Rücker, athlète de sprint allemande. Médaillée de bronze du relais 4×400m aux Jeux d'Atlanta 1996. Championne du monde d'athlétisme du relais 4×400m 1997.
- 1973 :
  - Antti Kasvio, nageur finlandais. Médaillé de bronze du 200 m nage libre aux Jeux de Barcelone 1992. Champion du monde de natation du 200 m en petit bassin 1993. Champion du monde de natation du 200 m 1994. Champion d'Europe de sprint de natation du relais 4 × 50 m 4 nages 1992. Champion d'Europe de natation du 200 m et 400 m nage libre 1993.
- 1974 :
  - Carlos Da Cruz, cycliste sur route et sur piste français. Médaillée de bronze de la poursuite par équipes aux Championnats du monde de cyclisme sur piste 1997.
  - Pietro Piller Cottrer, skieur de fond italien. Médaillé d'argent du relais 4 × 10km aux Jeux de Salt Lake City 2002, champion olympique du relais 4 × 10 km et médaillé de bronze du 30 km poursuite aux Jeux de Turin 2006 puis médaillé d'argent du 15km libre aux Jeux de Vancouver 2010. Champion du monde de ski nordique du 15 km libre du ski de fond 2005.
- 1975 :
  - Derrick Dial, basketteur américain.
- 1976 :
  - Benoit August, joueur de rugby à XV français.
  - Kevin Houston, basketteur américain.
- 1978 :
  - Andreï Markov, hockeyeur sur glace russe puis canadien. Champion du monde de hockey sur glace 2008.
- 1979 :
  - Emilija Podrug, basketteuse croate.
  - Michael Rogers, cycliste sur route australien. Médaillé de bronze de la course contre la montre aux Jeux d'Athènes 2004. Champion du monde de cyclisme sur route du contre-la-montre 2003, 2004 et 2005. Vainqueur du Tour d'Allemagne 2003.
- 1980 :
  - Michael Albasini, cycliste sur route suisse. Vainqueur du Tour d'Autriche 2009 et du Tour de Grande-Bretagne 2010.
  - Ashley Cole, footballeur anglais. Vainqueur de la Ligue des champions 2012 et de la Ligue Europa 2013. (107 sélections en équipe nationale).
  - Nouha Diakité, basketteur franco-malien. (3 sélections avec l'équipe du Mali).
- 1981 :
  - Julien Benneteau, joueur de tennis français. Médaillé de bronze du double aux Jeux de Londres 2012. Vainqueur de la Coupe Davis 2017.
  - Royal Ivey, basketteur américain.
  - Willie Jenkins, basketteur américain.
  - James Shields, joueur de baseball américain.
  - Roy Williams, joueur de foot U.S américain.
- 1982 :
  - Vedran Princ, basketteur bosnien. (19 sélections en équipe nationale).
  - David Wright, joueur de baseball américain.
- 1983 :
  - Kees Akerboom Jr, basketteur néerlandais.
  - Margaret Alphonsi, joueuse de rugby à XV anglaise. Victorieuse des Grand Chelem 2006 et 2007. (24 sélections en équipe nationale).
- 1984 :
  - Alexis Hernández, pilote de rallye-raid en quad péruvien.
- 1985 :
  - Miguel Ángel Rodríguez, joueur de squash colombien. Vainqueur du British Open 2018.
- 1986 :
  - Fabienne Humm, footballeuse suisse. (39 sélections en équipe nationale).
- 1988 :
  - Denise Herrmann, fondeuse et biathlète allemande. Médaillée de bronze du relais 4 × 5 km en ski de fond aux Jeux de Sotchi 2014. Championne du monde de biathlon sur la poursuite 2019.
- 1989 :
  - Christopher Tanev, hockeyeur sur glace canadien. Champion du monde de hockey sur glace 2016.
- 1990 :
  - Winny Chebet, athlète de demi-fond kényane. Championne d'Afrique d'athlétisme du 1 500m 2018.
  - Marta Xargay, basketteuse espagnole. Médaillée d'argent aux Jeux de Rio 2016. Championne d'Europe de basket-ball féminin 2013 et 2019. Victorieuse de l'Euroligue féminine 2011. (144 sélections en équipe nationale).
- 1991 :
  - Jorginho, footballeur brésilo-italien. Vainqueur de la Ligue Europa 2019 et de la Ligue des champions 2021. (33 sélections avec l'équipe d'Italie).
  - Mike Rostampour, basketteur américano-iranien.
  - Fabian Schär, footballeur suisse. (56 sélections en équipe nationale).
- 1992 :
  - Adut Bulgak, basketteuse canadienne.
  - Loïs Diony, footballeur français.
- 1993 :
  - Loïc Vliegen, cycliste sur route belge.
- 1994 :
  - Michael Bresciani, cycliste sur route italien.
  - Giulio Ciccone, cycliste sur route italien.
  - Yohan Goutt Goncalves, skieur franco-est-timorais.
  - Wesley Iwundu, basketteur américain.
- 1995 :
  - Umut Meraş, footballeur turc. (15 sélections en équipe nationale).
  - Anžejs Pasečņiks, basketteur letton.
  - Žiga Zatežič, basketteur slovène.
- 1996 :
  - Mathilda Lundström, handballeuse suédoise. (34 sélections en équipe nationale).
  - Chelsea Surpris, footballeuse américano-haïtienne. (14 sélections avec l'équipe d'Haïti).
- 1997 :
  - Ali Abdi, footballeur tunisien. (11 sélections en équipe nationale).
  - Stan Dewulf, cycliste sur route belge.
- 1998 :
  - Kylian Mbappé, footballeur français. Champion du monde football 2018. Vainqueur de la Ligue des nations 2021. (60 sélections en équipe de France).
- 1999 :
  - Soumia Ouaicha, cycliste sur piste marocaine.

### XXIesiècle
- 2001 :
  - Youssouph Badji, footballeur sénégalais. (4 sélections en équipe nationale).
- 2003 :
  - Oumar Diakité, footballeur ivoirien. (6 sélections en équipe nationale).

## Décès

### XXesiècle:1901-1950
- 1911 :
  - William McGregor, 65 ans, dirigeant de football anglais. Président du club d'Aston Villa. (° 13 avril 1846).
- 1916 :
  - Louis de Champsavin, 49 ans, cavalier de sauts d'obstacles français. Médaillé de bronze en individuel aux Jeux de Paris 1900. (° 24 novembre 1867).
- 1917 :
  - Lucien Petit-Breton, 35 ans, cycliste sur route français. Vainqueur des Tours de France 1907 et 1908 puis de Milan-San Remo 1907. (° 18 octobre 1882).
- 1942 :
  - Dan Ahearn, 54 ans, athlète de triple saut américain. (° 20 décembre 1888).
- 1948 :
  - Charles Aubrey Smith, 85 ans, joueur de cricket puis acteur anglais. (1 sélection en Test cricket). (° 21 juillet 1863).

### XXesiècle:1951-2000
- 1954 :
  - Roland Schmitt, 42 ans, footballeur puis entraîneur français. (2 sélections en équipe de France). (° 5 juin 1912).
- 1969 :
  - Adolfo Consolini, 52 ans, athlète de lancers italien. Champion olympique du disque aux Jeux de Londres 1948 puis médaillé d'argent du disque aux Jeux d'Helsinki 1952. Champion d'Europe d'athlétisme du disque 1946, 1950 et 1954. Détenteur du Record du monde du lancer du disque du 26 octobre 1941 au 8 juin 1946 et du 10 octobre 1948 au 9 juillet 1949. (° 5 janvier 1917).
- 1972 :
  - Gabby Hartnett, 72 ans, joueur de baseball américain. (° 20 décembre 1900).
- 1997 :
  - Fyodor Simashev, 52 ans, fondeur soviétique puis russe. Champion olympique du relais 4 × 10 km et médaillé d'argent du 15km des Jeux de Sapporo 1972. Champion du monde de ski de fond du relais 4 × 10 km 1970. (° 13 mars 1945).

### XXIesiècle
- 2012 :
  - Leslie Claudius, 85 ans, hockeyeur sur gazon indien. Champion olympique aux Jeux de Londres 1948, aux Jeux d'Helsinki 1952, aux Jeux de Melbourne 1956 puis médaillé d'argent aux Jeux de Rome 1960. (° 25 mars 1927).
- 2013 :
  - Olle Åberg, 88 ans, athlète de demi-fond suédois. (° 24 janvier 1925).
- 2019 :
  - Junior Johnson, 88 ans, pilote de courses de NASCAR américain. (° 28 juin 1931).
  - Roland Matthes, 69 ans, nageur est-allemand puis allemand. Champion olympique du 100 et 200m dos puis médaillé d'argent du relais 4×100m 4 nages aux Jeux de Mexico 1968, champion olympique du 100 et 200m dos puis médaillé d'argent du relais 4×100m 4 nages et de bronze du relais 4×100m nage libre aux Jeux de Munich 1972, médaillé de bronze du 100m dos aux Jeux de Montréal 1976. Champion du monde de natation du 100 et 200m dos 1973 puis du 100m dos 1975. Champion d'Europe de natation du 100 et 200m dos ainsi que du relais 4×100m 4 nages 1970, du 100 et 200m dos 1974. (° 17 novembre 1950).
- 2024 :
  - Rickey Henderson, 65 ans, joueur de baseball américain. (° 25 décembre 1958).